# Maurice Mercadier
Pour les articles homonymes, voir Mercadier (homonymie).
 (décembre 2016).
Si vous disposez d'ouvrages ou d'articles de référence ou si vous connaissez des sites web de qualité traitant du thème abordé ici, merci de compléter l'article en donnant les références utiles à sa vérifiabilité et en les liant à la section « Notes et références ».
Maurice Mercadier, né le 21 janvier 1917 à Rignac et mort le 9 avril 2002 à Paris, est un médecin français.

## Biographie
Maurice Mercadier est, avec les professeurs Christian Cabrol et Gérard Guiraudon, l'un des pionniers de la transplantation cardiaque en France en réalisant, à l'hôpital de la Pitié-Salpêtrière, le 27 avril 1968, la première opération de ce type. Il est membre et président de l'Académie nationale de médecine.